# Квинтил (император)
Вижте пояснителната страница за други личности с името Квинтил.
Марк Аврелий Клавдий Квинтил (Marcus Aurelius Claudius Quintillus; * ок. 220 в Сирмиум, Панония; + октомври 270) в Аквилея, Италия) е римски император за ок. 2 месеца (според Павел Орозий 17 дена) от август до октомври през 270 г.
Малко се знае за него, освен, че е брат на Клавдий II Готски и полузаконно приема властта след неговата смърт. Сенатът признава Квинтил, но не и силната Дунавска армия, която симпатизира на своят военачалник Аврелиан. Когато последният навлиза в Италия с легионите си, Квинтил смятайки че е обречен, сам слага край на живота си.
Квинтил има два сина. По-късно император Константин I твърди, че предците му са роднини на Квинтил и Клавдий Готски, за да придаде повече престиж на своята династия.